# مارکوس موجو
مارکوس موجو (انگلیسی: Marcus Mojo؛ زادهٔ) بازیگر پورنوگرافی و مدل اهل ایالات متحده آمریکا است که در فیلم‌های گی و عادی شرکت می‌کند.